# Shunhe
För andra betydelser, se Shunhe (olika betydelser).
Shunhe är ett stadsdistrikt för huikineser i Kaifeng i Henan-provinsen i norra Kina.
1. ↑  http://www.geohive.com/cntry/cn-41.aspx